# 남양주종합촬영소
남양주 종합촬영소(南陽州 綜合撮映所)는 대한민국 경기도 남양주시에 있는 영화 종합촬영소이다. 크기는 약 40만평 규모이고, 많은 대한민국의 영화가 이곳에서 촬영된다. 일반인들을 위한 시설견학이 가능하다.